# Pachycondyla cambouei
Pachycondyla cambouei är en myrart som först beskrevs av Auguste-Henri Forel 1891.  Pachycondyla cambouei ingår i släktet Pachycondyla och familjen myror. Inga underarter finns listade i Catalogue of Life.

## Bildgalleri

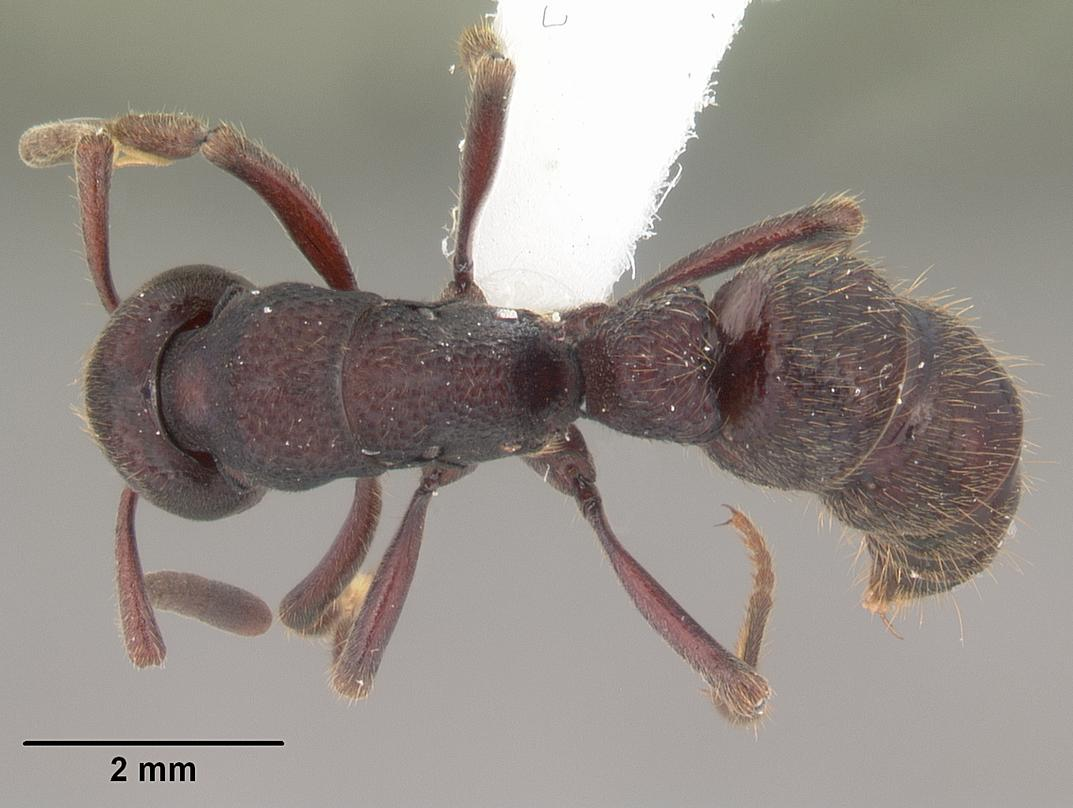
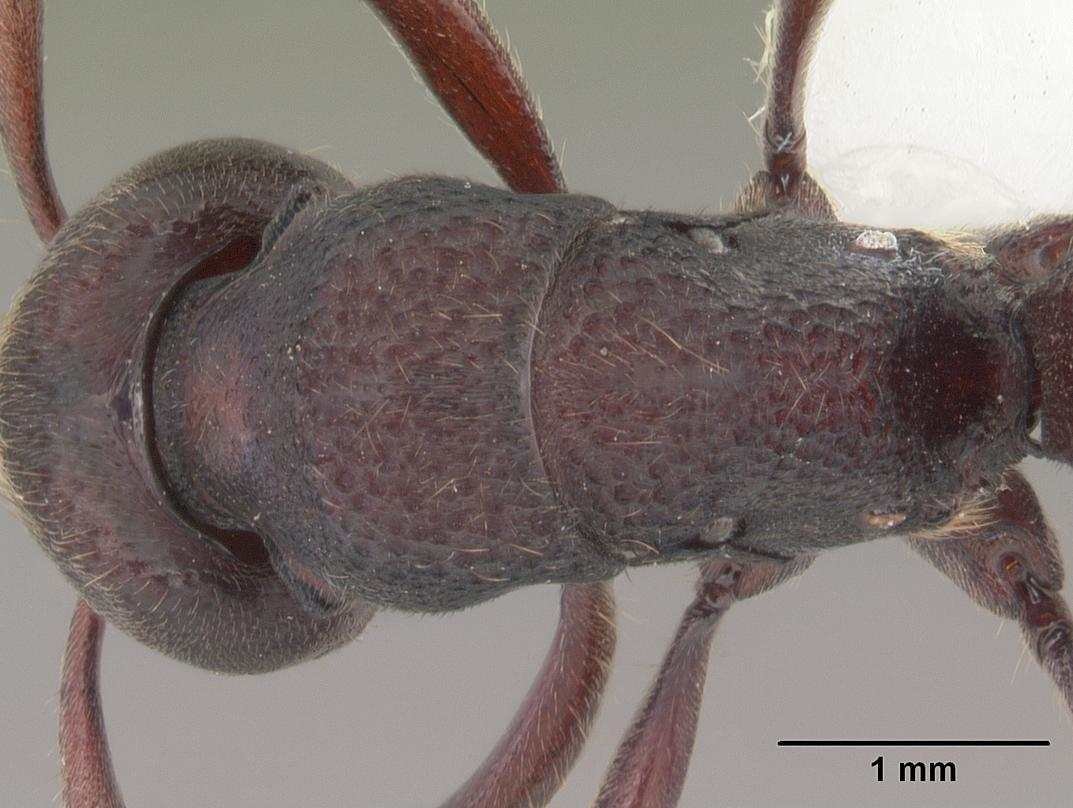
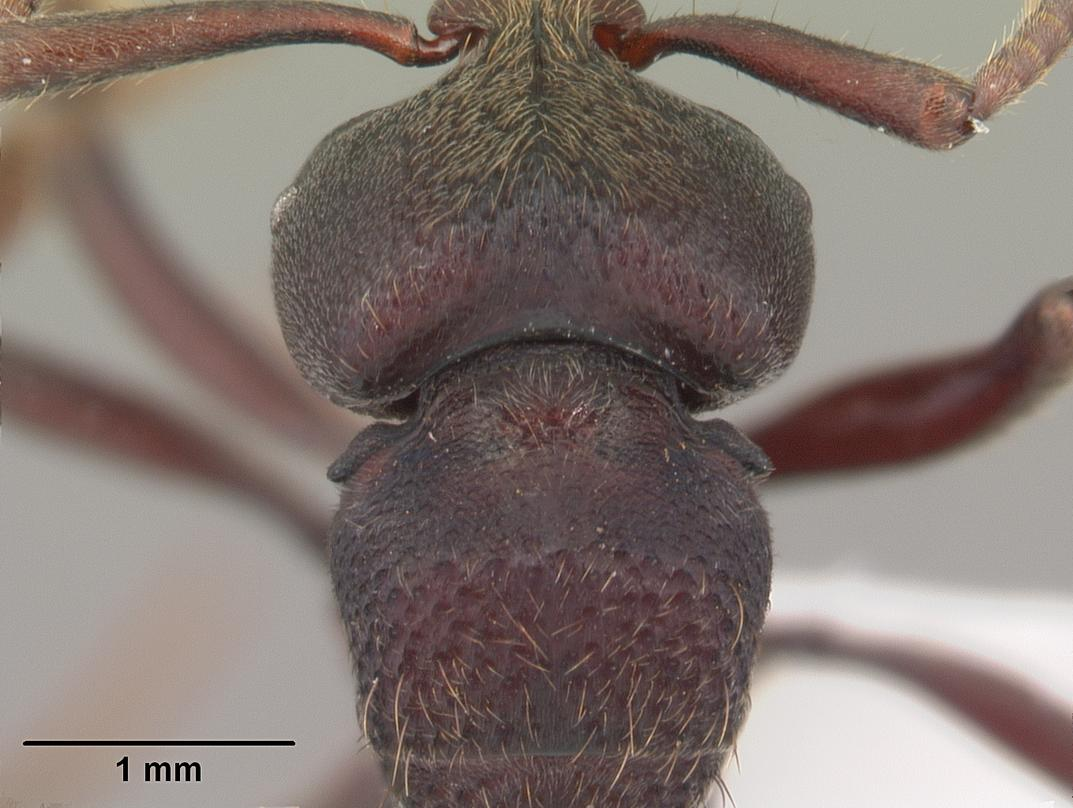
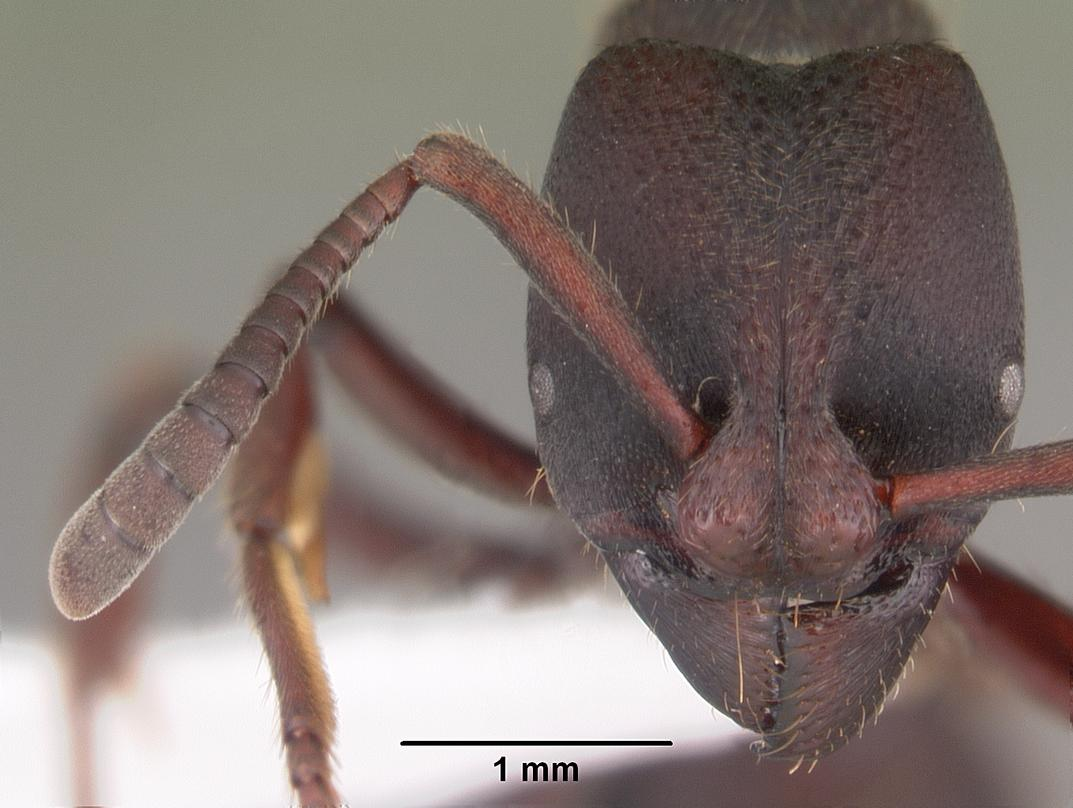
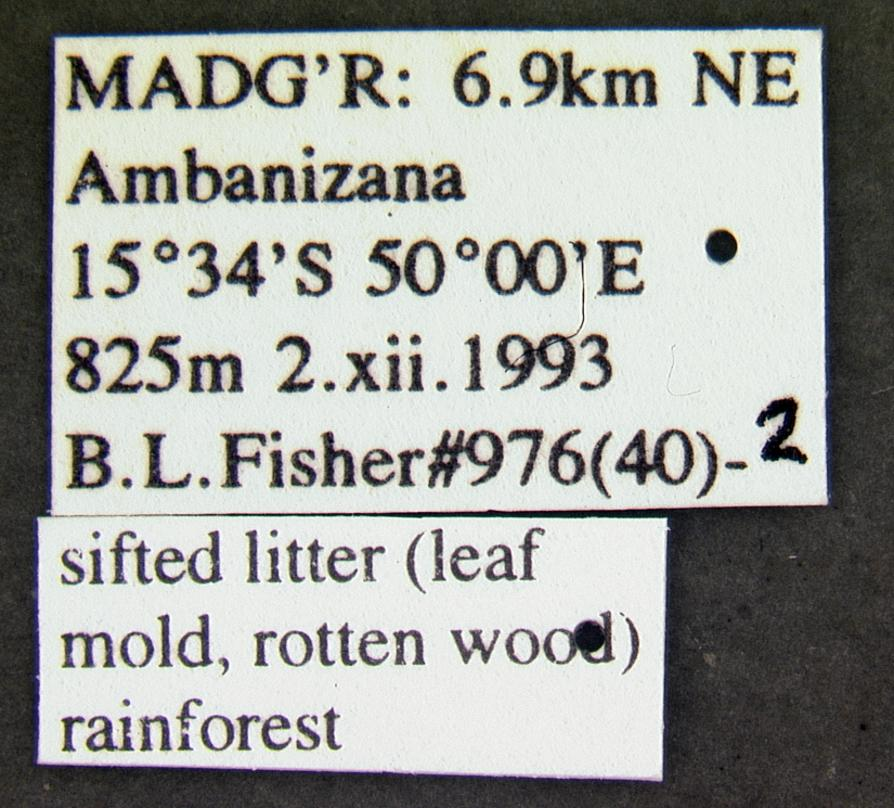
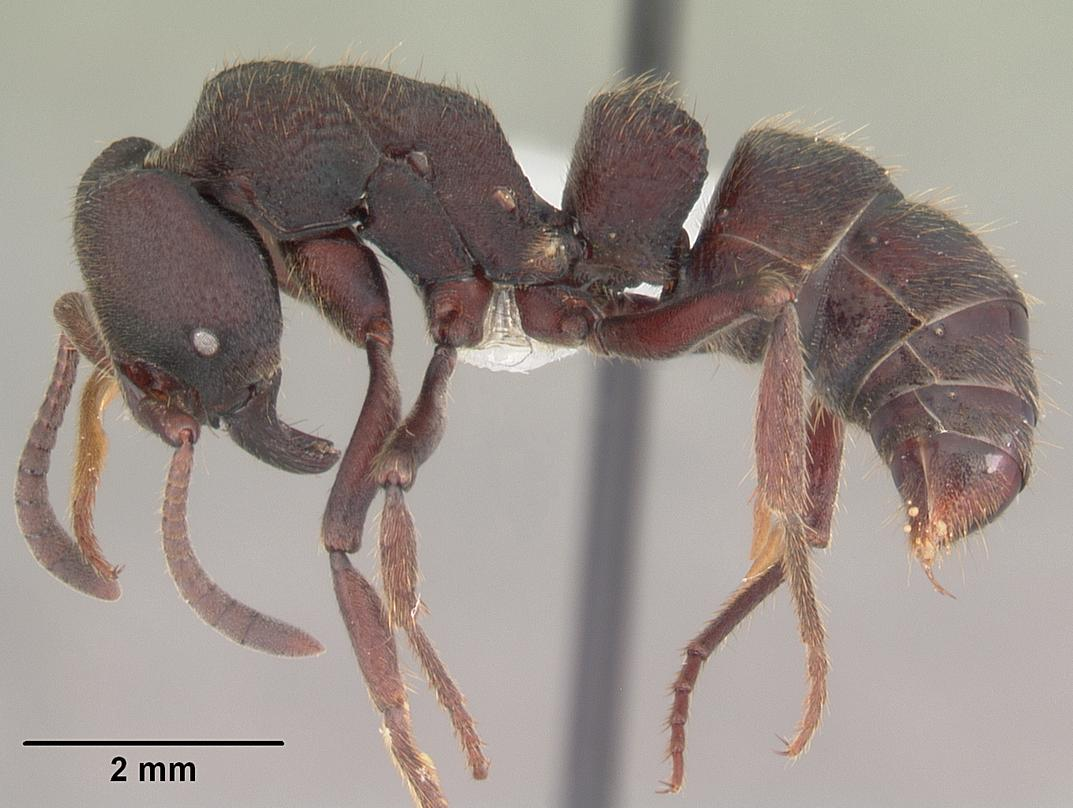